# Colobredo
Colobredo (en eonaviego, Culubréu) es una aldea perteneciente a la parroquia de Pola de Allande, en el concejo de Allande, comarca del Narcea, Principado de Asturias, España.